# Torneo Apertura 2024 de Segunda División de Honduras
 El Torneo Apertura 2024 de Segunda División de Honduras también llamado Liga de Ascenso Apostemos de Apertura 2024, fue la edición número 77 de la máxima categoría de ascenso.

## Bases de Competencia
La Liga Nacional de Ascenso está dividida en seis grupos: La Zona Insular (Grupo A y Grupo B) comprende los departamentos de Atlántida, Colón, Islas de la Bahía y Yoro. La Zona Occidental (Grupo D) comprende los departamentos de Copán y Santa Bárbara. La Zona Norte (Grupo C) comprende los departamentos de Cortés y Santa Bárbara. y La Zona Centro Sur Oriente (Grupo E y Grupo F) comprende los departamentos de Olancho, Francisco Morazán, El Paraíso, Choluteca, La Paz y Valle.

### Fase final
La fase final se definirá por las siguientes etapas:
- Octavos de final
- Cuartos de final
- Semifinales
- Final

Dentro del marco de esta competencia, los 2 primeros equipos mejor ubicados en cada grupo, más 4 mejores terceros clasifican a instancias de Octavos de final. 
Cada uno de estos 16 equipos se enfrentarán en dos partidos (ida y vuelta) Cerrando en casa el mejor equipo ubicado en la tabla.
El que logre anotar el mayor número de goles obtendrá un cupo en los «cuartos de final». De existir empate en el número de puntos y de goles anotados, clasifica el mejor ubicado en la tabla general del torneo. 
Para la fase de cuartos de final se enfrentarán los 8 equipos ganadores de los octavos de final en 2 partidos (ida y vuelta). Cerrando en casa el mejor equipo ubicado en la tabla general.
El que logre anotar el mayor número de goles obtendrá un cupo en las «semifinales». De existir empate en el número de puntos y de goles anotados, clasifica el mejor ubicado en la tabla general del torneo. 
Para la fase de semifinales se enfrentaran los 4 equipos ganadores de los cuartos de final en 2 partidos (ida y vuelta). Cerrando en casa el mejor equipo ubicado en la tabla general. Pasa a la «final» el equipo que logre anotar el mayor número de goles. De persistir un empate en la diferencia de goles y número de puntos, se jugarán 2 tiempos extra de 15 minutos cada uno, y de seguir el empate se decidirá a través de una tanda de penales hasta que haya un ganador.
Disputarán el título de Campeón del Torneo de Apertura 2024 los dos clubes vencedores de la fase semifinal correspondiente. La localía en el partido de vuelta se definirá mediante un sorteo realizado por la liga de ascenso. 
El campeón será el equipo que logre anotar el mayor número de goles. De persistir el empate en la diferencia de goles. Se jugarán 2 tiempos extra de 15 minutos cada uno. Y de persistir el empate se jugará una tanda de penales para definir al Campeón.

## Equipos participantes
| Pos. | Descendido de la Liga Nacional 2023-24 |
| ---- | -------------------------------------- |
| 10.º | Vida                                   |

| Pos. | Ascendido a la Liga Nacional 2024-25 |
| ---- | ------------------------------------ |
| 1.º  | Juticalpa F. C.                      |

| Pos.                        | Ascendidos desde la Liga Mayor |
| --------------------------- | ------------------------------ |
| 1.º Zona Nor-Occidental     | Juventus                       |
| 1.º Zona Centro-Sur-Oriente | C.D. Real Tegus                |
| Prom.                       | C.D. Cuervos                   |

| Pos.  | Descendidos a la Liga Mayor |
| ----- | --------------------------- |
| Prom. | Yoro F. C.                  |
| 35.°  | Broncos                     |
| 36.º  | Villanueva F. C.            |

- El F. C. Buenaventura de Ojojona, Francisco Morazán, le prestó la categoría al Sampdoria de Sonaguera, Colón.[2]
- El Policía Nacional F. C. de La Paz, La Paz, le compró la categoría al Sabá F. C. de Sabá, Colón.[3]
- El C. D. Hondupino de Trojes, El Paraíso compró la categoría del C. D. América de Gracias, Lempira.[4]
- El F. C. Alvarado de La Ceiba, Atlántida no pudo inscribirse a tiempo debido a deudas por demandas en FIFA lo que provocó su descenso y desafiliación del torneo.[5]

#### Grupo A
| Equipo       | Ciudad                    | Estadio                       | Capacidad |
| ------------ | ------------------------- | ----------------------------- | --------- |
| Boca Juniors | Tocoa, Colón              | Estadio Francisco Martínez    | 7,000     |
| Vida         | La Ceiba, Atlántida       | Estadio Ceibeño               | 18,000    |
| Juventus     | Roatán, Islas de la Bahía | Estadio Rogelio Bustillo      | 1,000     |
| Social Sol   | Olanchito, Yoro           | Estadio San Jorge             | 7,000     |
| Sampdoria    | Sonaguera, Colón          | Estadio Juan de Dios Martínez | 2,000     |

#### Grupo B
| Equipo              | Ciudad                     | Estadio                     | Capacidad |
| ------------------- | -------------------------- | --------------------------- | --------- |
| Honduras Progreso   | El Progreso, Yoro          | Estadio Humberto Micheletti | 5,500     |
| Atlético Junior     | El Negrito, Yoro           | Estadio Gonzalo Maldonado   | 1,000     |
| Tela F.C.           | Tela, Atlántida            | Estadio Alfredo León Gómez  | 5,000     |
| Oro Verde F.C.      | Santa Rita, Yoro           | Estadio Leonel Espinoza     | 1,500     |
| F.C. Santa Rosa     | La Masica, Atlántida       | Estadio Rogelio Ortega      | 5,000     |
| Atlético Sanjuaneño | San Juan Pueblo, Atlántida | Estadio Carlos Calderón     | 2,500     |

#### Grupo C
| Equipo        | Ciudad                   | Estadio                        | Capacidad |
| ------------- | ------------------------ | ------------------------------ | --------- |
| Platense      | Puerto Cortés, Cortés    | Estadio Excelsior              | 10,000    |
| CD Choloma    | Choloma, Cortés          | Estadio Rubén Deras            | 5,500     |
| Parrillas One | La Lima, Cortés          | Estadio Luis Girón             | 7,000     |
| Lone F.C.     | San Pedro Sula, Cortés   | Estadio Olímpico Metropolitano | 37,325    |
| Brasilia F.C. | Río Lindo, Cortés        | Estadio Filiberto Fernández    | 1,500     |
| Pumas F.C.    | Las Vegas, Santa Bárbara | Estadio Municipal de Las Vegas | 1,000     |

#### Grupo D
| Equipo              | Ciudad                       | Estadio                  | Capacidad |
| ------------------- | ---------------------------- | ------------------------ | --------- |
| Real Juventud       | Santa Bárbara, Santa Bárbara | Estadio Argelio Sabillón | 5,500     |
| San Juan Huracán    | Quimistán, Santa Bárbara     | Estadio Domingo Ortega   | 2,000     |
| Olimpia Occidental  | La Entrada, Copán            | Estadio Las Alsacias     | 2,000     |
| Santo Domingo Savio | Santa Rosa de Copán, Copán   | Estadio Sergio Reyes     | 4,000     |
| Cuervos             | San Luis, Santa Bárbara      | Estadio Fausto Rodríguez | 5,000     |
| San Juan Gualjoco   | Santa Bárbara, Santa Bárbara | Estadio Argelio Sabillón | 5,500     |

#### Grupo E
| Equipo                 | Ciudad                         | Estadio                        | Capacidad |
| ---------------------- | ------------------------------ | ------------------------------ | --------- |
| Atlético Independiente | Siguatepeque, Comayagua        | Estadio Roberto Martínez Ávila | 7,000     |
| Real Tegus             | Tegucigalpa, Francisco Morazán | Estadio UPNFM                  | 2,000     |
| AFFI Academia          | Choluteca, Choluteca           | Estadio Emilio Williams Agasse | 8,000     |
| Inter                  | El Triunfo, Choluteca          | Estadio Sinaí                  | 1,000     |
| Policía Nacional       | La Paz, La Paz                 | Estadio Roberto Suazo Córdoba  | 25,000    |
| CD Pirata              | Nacaome, Valle                 | Estadio José Elías Nazar       | 5,000     |

#### Grupo F
| Equipo        | Ciudad                         | Estadio                         | Capacidad |
| ------------- | ------------------------------ | ------------------------------- | --------- |
| Hondupino     | Trojes, El Paraíso             | Estadio Raúl Moncada            | 2,000     |
| Estrella Roja | Danlí, El Paraíso              | Estadio Marcelo Tinoco          | 5,000     |
| Gimnástico    | Tegucigalpa, Francisco Morazán | Estadio Emilio Larach           | 3,000     |
| Arsenal SAO   | Cantarranas, Francisco Morazán | Estadio Francisco Gaitán Agüero | 1,000     |
| San Rafael    | El Pedernal, Francisco Morazán | Estadio Maturave El Pedernal    | 1,000     |
| Meluca F.C.   | Campamento, Olancho            | Estadio Cornelio Santos         | 2,000     |

## Grupo A

### Tabla General
| Pos. | Equipo        | Pts. | PJ | G | E | P | GF | GC | Dif. | Clasificación    |
| ---- | ------------- | ---- | -- | - | - | - | -- | -- | ---- | ---------------- |
| 1    | Boca Juniors  | 14   | 8  | 4 | 2 | 2 | 8  | 2  | +6   | Octavos de final |
| 2    | Vida          | 13   | 8  | 3 | 4 | 1 | 11 | 7  | +4   | Octavos de final |
| 3    | Social Sol    | 11   | 8  | 3 | 2 | 3 | 8  | 8  | 0    |                  |
| 4    | Juventus      | 9    | 8  | 2 | 3 | 3 | 10 | 8  | +2   |                  |
| 5    | Sampdoria     | 6    | 8  | 1 | 3 | 4 | 5  | 17 | −12  |                  |
| 6    | F.C. Alvarado | 0    | 0  | 0 | 0 | 0 | 0  | 0  | 0    | Desafiliado      |

Actualizado a los partidos jugados el 23 de marzo de 2025.
 Fuente: sofascore

### Resultados
| Jornada 1         | Jornada 1    | Jornada 1    | Jornada 1        | Jornada 1    | Jornada 1 |
| Local             | Resultado    | Visitante    | Estadio          | Fecha        | Hora      |
| ----------------- | ------------ | ------------ | ---------------- | ------------ | --------- |
| Social Sol        | 3 - 0        | Sampdoria    | San Jorge        | 25 de agosto | 19:00     |
| Juventus          | 1 - 1        | Vida         | Rogelio Bustillo | 26 de agosto | 15:00     |
| Boca Juniors      | Boca Juniors | Boca Juniors | Descanso         | Descanso     | Descanso  |
| Total de goles: 5 |              |              |                  |              |           |

| Jornada 2         | Jornada 2  | Jornada 2    | Jornada 2             | Jornada 2       | Jornada 2 |
| Local             | Resultado  | Visitante    | Estadio               | Fecha           | Hora      |
| ----------------- | ---------- | ------------ | --------------------- | --------------- | --------- |
| Sampdoria         | 1 - 1      | Juventus     | Juan de Dios Martínez | 1 de septiembre | 15:00     |
| Vida              | 0 - 1      | Boca Juniors | Rogelio Alemán        | 2 de septiembre | 15:00     |
| Social Sol        | Social Sol | Social Sol   | Descanso              | Descanso        | Descanso  |
| Total de goles: 3 |            |              |                       |                 |           |

| Jornada 3         | Jornada 3 | Jornada 3  | Jornada 3      | Jornada 3       | Jornada 3 |
| Local             | Resultado | Visitante  | Estadio        | Fecha           | Hora      |
| ----------------- | --------- | ---------- | -------------- | --------------- | --------- |
| Vida              | 2 - 0     | Sampdoria  | Rogelio Alemán | 9 de septiembre | 15:00     |
| Boca Juniors      | 2 - 0     | Social Sol | BANADESA       | 9 de septiembre | 16:00     |
| Juventus          | Juventus  | Juventus   | Descanso       | Descanso        | Descanso  |
| Total de goles: 4 |           |            |                |                 |           |

| Jornada 4         | Jornada 4 | Jornada 4    | Jornada 4             | Jornada 4        | Jornada 4 |
| Local             | Resultado | Visitante    | Estadio               | Fecha            | Hora      |
| ----------------- | --------- | ------------ | --------------------- | ---------------- | --------- |
| Sampdoria         | 1 - 0     | Boca Juniors | Juan de Dios Martínez | 16 de septiembre | 15:00     |
| Social Sol        | 1 - 0     | Juventus     | Rogelio Bustillo      | 16 de septiembre | 15:30     |
| Vida              | Vida      | Vida         | Descanso              | Descanso         | Descanso  |
| Total de goles: 2 |           |              |                       |                  |           |

| Jornada 5         | Jornada 5 | Jornada 5 | Jornada 5      | Jornada 5        | Jornada 5 |
| Local             | Resultado | Visitante | Estadio        | Fecha            | Hora      |
| ----------------- | --------- | --------- | -------------- | ---------------- | --------- |
| Boca Juniors      | 1 - 0     | Juventus  | BANADESA       | 22 de septiembre | 19:00     |
| Social Sol        | 1 - 2     | Vida      | Rogelio Alemán | 23 de septiembre | 15:00     |
| Sampdoria         | Sampdoria | Sampdoria | Descanso       | Descanso         | Descanso  |
| Total de goles: 4 |           |           |                |                  |           |

| Jornada 6         | Jornada 6    | Jornada 6    | Jornada 6             | Jornada 6    | Jornada 6 |
| Local             | Resultado    | Visitante    | Estadio               | Fecha        | Hora      |
| ----------------- | ------------ | ------------ | --------------------- | ------------ | --------- |
| Sampdoria         | 0 - 0        | Social Sol   | Juan de Dios Martínez | 2 de octubre | 15:00     |
| Vida              | 1 - 1        | Juventus     | Rogelio Alemán        | 2 de octubre | 15:00     |
| Boca Juniors      | Boca Juniors | Boca Juniors | Descanso              | Descanso     | Descanso  |
| Total de goles: 2 |              |              |                       |              |           |

| Jornada 7         | Jornada 7  | Jornada 7  | Jornada 7    | Jornada 7    | Jornada 7 |
| Local             | Resultado  | Visitante  | Estadio      | Fecha        | Hora      |
| ----------------- | ---------- | ---------- | ------------ | ------------ | --------- |
| Boca Juniors      | 0 - 0      | Vida       | BANADESA     | 5 de octubre | 19:35     |
| Juventus          | 5 - 1      | Sampdoria  | Diamond Rock | 6 de octubre | 14:00     |
| Social Sol        | Social Sol | Social Sol | Descanso     | Descanso     | Descanso  |
| Total de goles: 6 |            |            |              |              |           |

| Jornada 8         | Jornada 8 | Jornada 8    | Jornada 8             | Jornada 8     | Jornada 8 |
| Local             | Resultado | Visitante    | Estadio               | Fecha         | Hora      |
| ----------------- | --------- | ------------ | --------------------- | ------------- | --------- |
| Sampdoria         | 2 - 2     | Vida         | Juan de Dios Martínez | 13 de octubre | 15:00     |
| Social Sol        | 0 - 0     | Boca Juniors | San Jorge             | 13 de octubre | 19:00     |
| Juventus          | Juventus  | Juventus     | Descanso              | Descanso      | Descanso  |
| Total de goles: 4 |           |              |                       |               |           |

| Jornada 9         | Jornada 9 | Jornada 9  | Jornada 9    | Jornada 9     | Jornada 9 |
| Local             | Resultado | Visitante  | Estadio      | Fecha         | Hora      |
| ----------------- | --------- | ---------- | ------------ | ------------- | --------- |
| Juventus          | 1 - 2     | Social Sol | Diamond Rock | 20 de octubre | 15:00     |
| Boca Juniors      | 4 - 0     | Sampdoria  | BANADESA     | 20 de octubre | 19:00     |
| Vida              | Vida      | Vida       | Descanso     | Descanso      | Descanso  |
| Total de goles: 7 |           |            |              |               |           |

| Jornada 10        | Jornada 10 | Jornada 10   | Jornada 10     | Jornada 10    | Jornada 10 |
| Local             | Resultado  | Visitante    | Estadio        | Fecha         | Hora       |
| ----------------- | ---------- | ------------ | -------------- | ------------- | ---------- |
| Juventus          | 1 - 0      | Boca Juniors | Diamond Rock   | 26 de octubre | 15:00      |
| Vida              | 3 - 1      | Social Sol   | Rogelio Alemán | 26 de octubre | 15:00      |
| Sampdoria         | Sampdoria  | Sampdoria    | Descanso       | Descanso      | Descanso   |
| Total de goles: 5 |            |              |                |               |            |

## Grupo B

### Tabla General
| Pos. | Equipo              | Pts. | PJ | G | E | P | GF | GC | Dif. | Clasificación    |
| ---- | ------------------- | ---- | -- | - | - | - | -- | -- | ---- | ---------------- |
| 1    | Honduras Progreso   | 23   | 10 | 7 | 2 | 1 | 24 | 14 | +10  | Octavos de final |
| 2    | Atlético Junior     | 18   | 10 | 4 | 6 | 0 | 9  | 4  | +5   | Octavos de final |
| 3    | F.C. Santa Rosa     | 17   | 10 | 5 | 2 | 3 | 26 | 12 | +14  | Octavos de final |
| 4    | Tela F.C.           | 10   | 10 | 2 | 4 | 4 | 12 | 11 | +1   |                  |
| 5    | Oro Verde           | 7    | 10 | 1 | 4 | 5 | 9  | 26 | −17  |                  |
| 6    | Atlético Sanjuaneño | 5    | 10 | 1 | 2 | 7 | 5  | 18 | −13  |                  |

Actualizado a los partidos jugados el 23 de marzo de 2025.
 Fuente: sofascore

### Resultados
| Jornada 1         | Jornada 1 | Jornada 1           | Jornada 1           | Jornada 1    | Jornada 1 |
| Local             | Resultado | Visitante           | Estadio             | Fecha        | Hora      |
| ----------------- | --------- | ------------------- | ------------------- | ------------ | --------- |
| Honduras Progreso | 4 - 1     | Atlético Sanjuaneño | Humberto Micheletti | 24 de agosto | 19:30     |
| F.C. Santa Rosa   | 0 - 1     | Tela F.C.           | Rogelio Ortega      | 25 de agosto | 18:00     |
| Oro Verde         | 0 - 0     | Atlético Junior     | Leonel Espinoza     | 28 de agosto | 15:00     |
| Total de goles: 6 |           |                     |                     |              |           |

| Jornada 2           | Jornada 2 | Jornada 2         | Jornada 2          | Jornada 2       | Jornada 2 |
| Local               | Resultado | Visitante         | Estadio            | Fecha           | Hora      |
| ------------------- | --------- | ----------------- | ------------------ | --------------- | --------- |
| Atlético Junior     | 3 - 1     | F.C. Santa Rosa   | Gonzalo Maldonado  | 31 de agosto    | 15:00     |
| Atlético Sanjuaneño | 0 - 1     | Oro Verde         | Carlos Calderón    | 31 de agosto    | 15:00     |
| Tela F.C.           | 2 - 4     | Honduras Progreso | Alfredo León Gómez | 1 de septiembre | 15:00     |
| Total de goles: 11  |           |                   |                    |                 |           |

| Jornada 3          | Jornada 3 | Jornada 3           | Jornada 3           | Jornada 3       | Jornada 3 |
| Local              | Resultado | Visitante           | Estadio             | Fecha           | Hora      |
| ------------------ | --------- | ------------------- | ------------------- | --------------- | --------- |
| F.C. Santa Rosa    | 6 - 1     | Atlético Sanjuaneño | Rogelio Ortega      | 7 de septiembre | 15:00     |
| Honduras Progreso  | 3 - 1     | Oro Verde           | Humberto Micheletti | 7 de septiembre | 19:00     |
| Tela F.C.          | 0 - 0     | Atlético Junior     | Alfredo León Gómez  | 8 de septiembre | 15:00     |
| Total de goles: 11 |           |                     |                     |                 |           |

| Jornada 4           | Jornada 4 | Jornada 4         | Jornada 4         | Jornada 4        | Jornada 4 |
| Local               | Resultado | Visitante         | Estadio           | Fecha            | Hora      |
| ------------------- | --------- | ----------------- | ----------------- | ---------------- | --------- |
| Atlético Junior     | 0 - 0     | Honduras Progreso | Gonzalo Maldonado | 14 de septiembre | 15:00     |
| Atlético Sanjuaneño | 0 - 0     | Tela F.C.         | Carlos Calderón   | 14 de septiembre | 15:00     |
| Oro Verde           | 1 - 1     | F.C. Santa Rosa   | Leonel Espinoza   | 14 de septiembre | 15:00     |
| Total de goles: 2   |           |                   |                   |                  |           |

| Jornada 5         | Jornada 5 | Jornada 5           | Jornada 5           | Jornada 5        | Jornada 5 |
| Local             | Resultado | Visitante           | Estadio             | Fecha            | Hora      |
| ----------------- | --------- | ------------------- | ------------------- | ---------------- | --------- |
| Atlético Junior   | 1 - 0     | Atlético Sanjuaneño | Gonzalo Maldonado   | 21 de septiembre | 15:00     |
| Honduras Progreso | 2 - 1     | F.C. Santa Rosa     | Humberto Micheletti | 22 de septiembre | 19:30     |
| Oro Verde         | 0 - 0     | Tela F.C.           | Leonel Espinoza     | 25 de septiembre | 15:30     |
| Total de goles: 4 |           |                     |                     |                  |           |

| Jornada 6           | Jornada 6 | Jornada 6         | Jornada 6          | Jornada 6        | Jornada 6 |
| Local               | Resultado | Visitante         | Estadio            | Fecha            | Hora      |
| ------------------- | --------- | ----------------- | ------------------ | ---------------- | --------- |
| Atlético Junior     | 2 - 2     | Oro Verde         | Gonzalo Maldonado  | 28 de septiembre | 15:00     |
| Atlético Sanjuaneño | 0 - 1     | Honduras Progreso | Carlos Calderón    | 28 de septiembre | 15:00     |
| Tela F.C.           | 1 - 2     | F.C. Santa Rosa   | Alfredo León Gómez | 29 de septiembre | 15:00     |
| Total de goles: 8   |           |                   |                    |                  |           |

| Jornada 7         | Jornada 7 | Jornada 7           | Jornada 7           | Jornada 7    | Jornada 7 |
| Local             | Resultado | Visitante           | Estadio             | Fecha        | Hora      |
| ----------------- | --------- | ------------------- | ------------------- | ------------ | --------- |
| Oro Verde         | 1 - 2     | Atlético Sanjuaneño | Leonel Espinoza     | 6 de octubre | 15:00     |
| F.C. Santa Rosa   | 0 - 0     | Atlético Junior     | Rogelio Ortega      | 6 de octubre | 15:30     |
| Honduras Progreso | 3 - 1     | Tela F.C.           | Humberto Micheletti | 6 de octubre | 19:00     |
| Total de goles: 7 |           |                     |                     |              |           |

| Jornada 8           | Jornada 8 | Jornada 8         | Jornada 8         | Jornada 8     | Jornada 8 |
| Local               | Resultado | Visitante         | Estadio           | Fecha         | Hora      |
| ------------------- | --------- | ----------------- | ----------------- | ------------- | --------- |
| Atlético Junior     | 1 - 0     | Tela F.C.         | Gonzalo Maldonado | 13 de octubre | 15:00     |
| Atlético Sanjuaneño | 1 - 3     | F.C. Santa Rosa   | Carlos Calderón   | 13 de octubre | 15:00     |
| Oro Verde           | 1 - 5     | Honduras Progreso | Leonel Espinoza   | 13 de octubre | 15:00     |
| Total de goles: 11  |           |                   |                   |               |           |

| Jornada 9         | Jornada 9 | Jornada 9           | Jornada 9           | Jornada 9     | Jornada 9 |
| Local             | Resultado | Visitante           | Estadio             | Fecha         | Hora      |
| ----------------- | --------- | ------------------- | ------------------- | ------------- | --------- |
| Honduras Progreso | 1 - 1     | Atlético Junior     | Humberto Micheletti | 19 de octubre | 19:00     |
| Tela F.C.         | 0 - 0     | Atlético Sanjuaneño | Alfredo León Gómez  | 20 de octubre | 15:00     |
| F.C. Santa Rosa   | 6 - 1     | Oro Verde           | Rogelio Ortega      | 20 de octubre | 15:00     |
| Total de goles: 9 |           |                     |                     |               |           |

| Jornada 10          | Jornada 10 | Jornada 10        | Jornada 10         | Jornada 10    | Jornada 10 |
| Local               | Resultado  | Visitante         | Estadio            | Fecha         | Hora       |
| ------------------- | ---------- | ----------------- | ------------------ | ------------- | ---------- |
| Tela F.C.           | 7 - 1      | Oro Verde         | Alfredo León Gómez | 26 de octubre | 15:00      |
| Atlético Sanjuaneño | 0 - 1      | Atlético Junior   | Carlos Calderón    | 26 de octubre | 15:00      |
| F.C. Santa Rosa     | 6 - 1      | Honduras Progreso | Rogelio Ortega     | 26 de octubre | 15:00      |
| Total de goles: 16  |            |                   |                    |               |            |

## Grupo C

### Tabla General
| Pos. | Equipo        | Pts. | PJ | G | E | P | GF | GC | Dif. | Clasificación    |
| ---- | ------------- | ---- | -- | - | - | - | -- | -- | ---- | ---------------- |
| 1    | Choloma       | 17   | 10 | 4 | 5 | 1 | 11 | 10 | +1   | Octavos de final |
| 2    | Platense      | 16   | 10 | 4 | 4 | 2 | 16 | 12 | +4   | Octavos de final |
| 3    | Parrillas One | 13   | 10 | 3 | 4 | 3 | 14 | 13 | +1   | Octavos de final |
| 4    | Pumas F.C.    | 12   | 10 | 2 | 6 | 2 | 9  | 5  | +4   |                  |
| 5    | Lone F.C.     | 12   | 10 | 4 | 0 | 6 | 14 | 17 | −3   |                  |
| 6    | Brasilia      | 9    | 10 | 2 | 3 | 5 | 7  | 14 | −7   |                  |

Actualizado a los partidos jugados el 23 de marzo de 2025.
 Fuente: sofascore

### Resultados
| Jornada 1         | Jornada 1 | Jornada 1  | Jornada 1           | Jornada 1    | Jornada 1 |
| Local             | Resultado | Visitante  | Estadio             | Fecha        | Hora      |
| ----------------- | --------- | ---------- | ------------------- | ------------ | --------- |
| Brasilia          | 0 - 0     | Choloma    | Filiberto Fernández | 24 de agosto | 16:00     |
| Parrillas One     | 0 - 0     | Pumas F.C. | Luis Girón          | 24 de agosto | 18:00     |
| Platense          | 0 - 2     | Lone F.C.  | Excélsior           | 25 de agosto | 15:00     |
| Total de goles: 2 |           |            |                     |              |           |

| Jornada 2         | Jornada 2 | Jornada 2     | Jornada 2              | Jornada 2       | Jornada 2 |
| Local             | Resultado | Visitante     | Estadio                | Fecha           | Hora      |
| ----------------- | --------- | ------------- | ---------------------- | --------------- | --------- |
| Choloma           | 3 - 2     | Parrillas One | Rubén Deras            | 30 de agosto    | 19:00     |
| Pumas F.C.        | 1 - 0     | Platense      | Municipal de Las Vegas | 31 de agosto    | 15:30     |
| Lone F.C.         | 1 - 2     | Brasilia      | José Adrián Cruz       | 1 de septiembre | 15:00     |
| Total de goles: 9 |           |               |                        |                 |           |

| Jornada 3          | Jornada 3 | Jornada 3 | Jornada 3              | Jornada 3       | Jornada 3 |
| Local              | Resultado | Visitante | Estadio                | Fecha           | Hora      |
| ------------------ | --------- | --------- | ---------------------- | --------------- | --------- |
| Pumas F.C.         | 5 - 0     | Choloma   | Municipal de Las Vegas | 7 de septiembre | 16:00     |
| Platense           | 3 - 2     | Brasilia  | Excélsior              | 8 de septiembre | 15:00     |
| Parrillas One      | 1 - 0     | Lone F.C. | Luis Girón             | 8 de septiembre | 15:30     |
| Total de goles: 11 |           |           |                        |                 |           |

| Jornada 4         | Jornada 4 | Jornada 4     | Jornada 4           | Jornada 4        | Jornada 4 |
| Local             | Resultado | Visitante     | Estadio             | Fecha            | Hora      |
| ----------------- | --------- | ------------- | ------------------- | ---------------- | --------- |
| Choloma           | 1 - 1     | Platense      | Rubén Deras         | 14 de septiembre | 16:00     |
| Brasilia          | 1 - 0     | Parrillas One | Filiberto Fernández | 14 de septiembre | 17:00     |
| Lone F.C.         | 2 - 1     | Pumas F.C.    | José Adrián Cruz    | 14 de septiembre | 17:00     |
| Total de goles: 6 |           |               |                     |                  |           |

| Jornada 5         | Jornada 5 | Jornada 5     | Jornada 5           | Jornada 5        | Jornada 5 |
| Local             | Resultado | Visitante     | Estadio             | Fecha            | Hora      |
| ----------------- | --------- | ------------- | ------------------- | ---------------- | --------- |
| Choloma           | 1 - 0     | Lone F.C.     | Rubén Deras         | 20 de septiembre | 19:00     |
| Brasilia          | 0 - 0     | Pumas F.C.    | Filiberto Fernández | 21 de septiembre | 14:00     |
| Platense          | 3 - 1     | Parrillas One | Excélsior           | 22 de septiembre | 15:00     |
| Total de goles: 5 |           |               |                     |                  |           |

| Jornada 6         | Jornada 6 | Jornada 6     | Jornada 6              | Jornada 6        | Jornada 6 |
| Local             | Resultado | Visitante     | Estadio                | Fecha            | Hora      |
| ----------------- | --------- | ------------- | ---------------------- | ---------------- | --------- |
| Pumas F.C.        | 0 - 0     | Parrillas One | Municipal de Las Vegas | 28 de septiembre | 16:00     |
| Choloma           | 1 - 0     | Brasilia      | Rubén Deras            | 28 de septiembre | 19:00     |
| Lone F.C.         | 3 - 4     | Platense      | Olímpico Metropolitano | 29 de septiembre | 15:00     |
| Total de goles: 8 |           |               |                        |                  |           |

| Jornada 7         | Jornada 7 | Jornada 7  | Jornada 7           | Jornada 7    | Jornada 7 |
| Local             | Resultado | Visitante  | Estadio             | Fecha        | Hora      |
| ----------------- | --------- | ---------- | ------------------- | ------------ | --------- |
| Platense          | 0 - 0     | Pumas F.C. | Francisco Morazán   | 6 de octubre | 15:00     |
| Parrillas One     | 1 - 1     | Choloma    | Luis Girón          | 6 de octubre | 15:30     |
| Brasilia          | 0 - 1     | Lone F.C.  | Filiberto Fernández | 6 de octubre | 15:30     |
| Total de goles: 3 |           |            |                     |              |           |

| Jornada 8          | Jornada 8 | Jornada 8     | Jornada 8              | Jornada 8     | Jornada 8 |
| Local              | Resultado | Visitante     | Estadio                | Fecha         | Hora      |
| ------------------ | --------- | ------------- | ---------------------- | ------------- | --------- |
| Brasilia           | 1 - 4     | Platense      | Filiberto Fernández    | 13 de octubre | 14:00     |
| Lone F.C.          | 3 - 4     | Parrillas One | Olímpico Metropolitano | 13 de octubre | 18:00     |
| Choloma            | 1 - 1     | Pumas F.C.    | Rubén Deras            | 13 de octubre | 19:00     |
| Total de goles: 14 |           |               |                        |               |           |

| Jornada 9         | Jornada 9 | Jornada 9 | Jornada 9              | Jornada 9     | Jornada 9 |
| Local             | Resultado | Visitante | Estadio                | Fecha         | Hora      |
| ----------------- | --------- | --------- | ---------------------- | ------------- | --------- |
| Pumas F.C.        | 1 - 2     | Lone F.C. | Municipal de Las Vegas | 19 de octubre | 16:00     |
| Platense          | 0 - 0     | Choloma   | Excélsior              | 20 de octubre | 15:00     |
| Parrillas One     | 4 - 1     | Brasilia  | Luis Girón             | 20 de octubre | 15:30     |
| Total de goles: 8 |           |           |                        |               |           |

| Jornada 10        | Jornada 10 | Jornada 10 | Jornada 10             | Jornada 10    | Jornada 10 |
| Local             | Resultado  | Visitante  | Estadio                | Fecha         | Hora       |
| ----------------- | ---------- | ---------- | ---------------------- | ------------- | ---------- |
| Pumas F.C.        | 0 - 0      | Brasilia   | Municipal de Las Vegas | 26 de octubre | 15:00      |
| Lone F.C.         | 0 - 3      | Choloma    | Olímpico Metropolitano | 26 de octubre | 15:00      |
| Parrillas One     | 1 - 1      | Platense   | Luis Girón             | 26 de octubre | 15:00      |
| Total de goles: 5 |            |            |                        |               |            |

## Grupo D

### Tabla General
| Pos. | Equipo              | Pts. | PJ | G | E | P | GF | GC | Dif. | Clasificación    |
| ---- | ------------------- | ---- | -- | - | - | - | -- | -- | ---- | ---------------- |
| 1    | Olimpia Occidental  | 20   | 10 | 6 | 2 | 2 | 17 | 12 | +5   | Octavos de final |
| 2    | San Juan Gualjoco   | 18   | 10 | 5 | 3 | 2 | 16 | 11 | +5   | Octavos de final |
| 3    | Santo Domingo Savio | 14   | 10 | 3 | 5 | 2 | 12 | 11 | +1   | Octavos de final |
| 4    | Real Juventud       | 10   | 10 | 2 | 4 | 4 | 13 | 16 | −3   |                  |
| 5    | Cuervos             | 10   | 10 | 2 | 4 | 4 | 11 | 14 | −3   |                  |
| 6    | San Juan Huracán    | 6    | 10 | 0 | 6 | 4 | 9  | 14 | −5   |                  |

Actualizado a los partidos jugados el 23 de marzo de 2025.
 Fuente: sofascore

### Resultados
| Jornada 1          | Jornada 1 | Jornada 1           | Jornada 1            | Jornada 1    | Jornada 1 |
| Local              | Resultado | Visitante           | Estadio              | Fecha        | Hora      |
| ------------------ | --------- | ------------------- | -------------------- | ------------ | --------- |
| Real Juventud      | 1 - 1     | San Juan Huracán    | Las Américas         | 23 de agosto | 19:00     |
| San Juan Gualjoco  | 1 - 1     | Cuervos             | Santos Adán Sabillon | 24 de agosto | 15:30     |
| Olimpia Occidental | 2 - 1     | Santo Domingo Savio | Las Alsacias         | 25 de agosto | 15:00     |
| Total de goles: 7  |           |                     |                      |              |           |

| Jornada 2           | Jornada 2 | Jornada 2          | Jornada 2                     | Jornada 2       | Jornada 2 |
| Local               | Resultado | Visitante          | Estadio                       | Fecha           | Hora      |
| ------------------- | --------- | ------------------ | ----------------------------- | --------------- | --------- |
| Cuervos             | 1 - 3     | Olimpia Occidental | Fausto Rodríguez              | 31 de agosto    | 16:00     |
| Santo Domingo Savio | 2 - 0     | Real Juventud      | Estadio Municipal de La Unión | 1 de septiembre | 13:00     |
| San Juan Huracán    | 1 - 1     | San Juan Gualjoco  | Domingo Ortega                | 1 de septiembre | 15:00     |
| Total de goles: 8   |           |                    |                               |                 |           |

| Jornada 3         | Jornada 3 | Jornada 3           | Jornada 3            | Jornada 3       | Jornada 3 |
| Local             | Resultado | Visitante           | Estadio              | Fecha           | Hora      |
| ----------------- | --------- | ------------------- | -------------------- | --------------- | --------- |
| Real Juventud     | 1 - 1     | Cuervos             | Las Américas         | 6 de septiembre | 17:30     |
| San Juan Gualjoco | 2 - 0     | Olimpia Occidental  | Santos Adán Sabillón | 7 de septiembre | 15:30     |
| San Juan Huracán  | 1 - 1     | Santo Domingo Savio | Domingo Ortega       | 9 de septiembre | 19:00     |
| Total de goles: 6 |           |                     |                      |                 |           |

| Jornada 4           | Jornada 4 | Jornada 4         | Jornada 4             | Jornada 4        | Jornada 4 |
| Local               | Resultado | Visitante         | Estadio               | Fecha            | Hora      |
| ------------------- | --------- | ----------------- | --------------------- | ---------------- | --------- |
| Santo Domingo Savio | 1 - 0     | San Juan Gualjoco | Municipal de La Unión | 14 de septiembre | 15:00     |
| Olimpia Occidental  | 4 - 3     | Real Juventud     | Las Alsacias          | 14 de septiembre | 15:30     |
| Cuervos             | 2 - 1     | San Juan Huracán  | Fausto Rodríguez      | 14 de septiembre | 16:00     |
| Total de goles: 11  |           |                   |                       |                  |           |

| Jornada 5           | Jornada 5 | Jornada 5        | Jornada 5             | Jornada 5     | Jornada 5 |
| Local               | Resultado | Visitante        | Estadio               | Fecha         | Hora      |
| ------------------- | --------- | ---------------- | --------------------- | ------------- | --------- |
| Olimpia Occidental  | 3 - 1     | San Juan Huracán | Las Alsacias          | 23 de febrero | 15:00     |
| Santo Domingo Savio | 0 - 2     | Cuervos          | Municipal de La Unión | 23 de febrero | 15:00     |
| San Juan Gualjoco   | 2 - 1     | Real Juventud    | Santos Adán Sabillón  | 23 de febrero | 15:30     |
| Total de goles: 9   |           |                  |                       |               |           |

| Jornada 6           | Jornada 6 | Jornada 6          | Jornada 6        | Jornada 6  | Jornada 6 |
| Local               | Resultado | Visitante          | Estadio          | Fecha      | Hora      |
| ------------------- | --------- | ------------------ | ---------------- | ---------- | --------- |
| Cuervos             | 0 - 2     | San Juan Gualjoco  | Fausto Rodríguez | 1 de marzo | 16:00     |
| San Juan Huracán    | 0 - 0     | Real Juventud      | Domingo Ortega   | 1 de marzo | 19:30     |
| Santo Domingo Savio | 0 - 0     | Olimpia Occidental | Copán Galel      | 2 de marzo | 15:00     |
| Total de goles: 2   |           |                    |                  |            |           |

| Jornada 7          | Jornada 7 | Jornada 7           | Jornada 7                | Jornada 7  | Jornada 7 |
| Local              | Resultado | Visitante           | Estadio                  | Fecha      | Hora      |
| ------------------ | --------- | ------------------- | ------------------------ | ---------- | --------- |
| Real Juventud      | 2 - 2     | Santo Domingo Savio | Municipal de San Nicolás | 5 de marzo | 15:00     |
| San Juan Gualjoco  | 2 - 1     | San Juan Huracán    | Santos Adán Sabillón     | 6 de marzo | 15:30     |
| Olimpia Occidental | 1 - 1     | Cuervos             | Las Alsacias             | 6 de marzo | 18:00     |
| Total de goles: 9  |           |                     |                          |            |           |

| Jornada 8           | Jornada 8 | Jornada 8         | Jornada 8        | Jornada 8   | Jornada 8 |
| Local               | Resultado | Visitante         | Estadio          | Fecha       | Hora      |
| ------------------- | --------- | ----------------- | ---------------- | ----------- | --------- |
| Cuervos             | 1 - 2     | Real Juventud     | Fausto Rodríguez | 15 de marzo | 16:00     |
| Olimpia Occidental  | 1 - 2     | San Juan Gualjoco | Las Alsacias     | 16 de marzo | 15:00     |
| Santo Domingo Savio | 1 - 1     | San Juan Huracán  | Copán Galel      | 16 de marzo | 15:00     |
| Total de goles: 8   |           |                   |                  |             |           |

| Jornada 9         | Jornada 9 | Jornada 9           | Jornada 9                | Jornada 9   | Jornada 9 |
| Local             | Resultado | Visitante           | Estadio                  | Fecha       | Hora      |
| ----------------- | --------- | ------------------- | ------------------------ | ----------- | --------- |
| San Juan Gualjoco | 2 - 2     | Santo Domingo Savio | Santos Adán Sabillón     | 22 de marzo | 15:30     |
| Real Juventud     | 0 - 1     | Olimpia Occidental  | Municipal de San Nicolás | 22 de marzo | 16:00     |
| San Juan Huracán  | 1 - 1     | Cuervos             | Domingo Ortega           | 23 de marzo | 15:00     |
| Total de goles: 7 |           |                     |                          |             |           |

| Jornada 10         | Jornada 10 | Jornada 10          | Jornada 10               | Jornada 10  | Jornada 10 |
| Local              | Resultado  | Visitante           | Estadio                  | Fecha       | Hora       |
| ------------------ | ---------- | ------------------- | ------------------------ | ----------- | ---------- |
| Cuervos            | 1 - 2      | Santo Domingo Savio | Fausto Rodríguez         | 29 de marzo | 15:00      |
| Real Juventud      | 3 - 2      | San Juan Gualjoco   | Municipal de San Nicolás | 29 de marzo | 15:00      |
| San Juan Huracán   | 1 - 2      | Olimpia Occidental  | Domingo Ortega           | 29 de marzo | 15:00      |
| Total de goles: 11 |            |                     |                          |             |            |

## Grupo E

### Tabla General
| Pos. | Equipo                 | Pts. | PJ | G | E | P | GF | GC | Dif. | Clasificación    |
| ---- | ---------------------- | ---- | -- | - | - | - | -- | -- | ---- | ---------------- |
| 1    | Atlético Independiente | 22   | 10 | 7 | 1 | 2 | 23 | 7  | +16  | Octavos de final |
| 2    | Real Tegus             | 17   | 10 | 5 | 2 | 3 | 18 | 17 | +1   | Octavos de final |
| 3    | AFFI Academia          | 16   | 10 | 4 | 4 | 2 | 8  | 7  | +1   | Octavos de final |
| 4    | Policía Nacional       | 11   | 10 | 2 | 5 | 3 | 11 | 10 | +1   |                  |
| 5    | C.D. Pirata            | 9    | 10 | 1 | 6 | 3 | 12 | 14 | −2   |                  |
| 6    | Inter                  | 5    | 10 | 1 | 2 | 7 | 7  | 24 | −17  |                  |

Actualizado a los partidos jugados el 23 de marzo de 2025.
 Fuente: sofascore

### Resultados
| Jornada 1              | Jornada 1 | Jornada 1        | Jornada 1              | Jornada 1   | Jornada 1 |
| Local                  | Resultado | Visitante        | Estadio                | Fecha       | Hora      |
| ---------------------- | --------- | ---------------- | ---------------------- | ----------- | --------- |
| Real Tegus             | 3 - 0     | Inter            | UPNFM                  | 25 de enero | 18:00     |
| Atletico Independiente | 4 - 0     | AFFI Academia    | Roberto Martínez Ávila | 25 de enero | 19:00     |
| Pirata                 | 1 - 1     | Policía Nacional | José Elías Nazar       | 26 de enero | 16:00     |
| Total de goles: 9      |           |                  |                        |             |           |

| Jornada 2          | Jornada 2 | Jornada 2              | Jornada 2             | Jornada 2    | Jornada 2 |
| Local              | Resultado | Visitante              | Estadio               | Fecha        | Hora      |
| ------------------ | --------- | ---------------------- | --------------------- | ------------ | --------- |
| Policía Nacional   | 4 - 2     | Real Tegus             | Roberto Suazo Córdova | 1 de febrero | 15:00     |
| Inter              | 1 - 3     | Atlético Independiente | Sinaí                 | 2 de febrero | 13:00     |
| AFFI Academia      | 0 - 0     | Pirata                 | Emilio Williams       | 2 de febrero | 15:00     |
| Total de goles: 10 |           |                        |                       |              |           |

| Jornada 3              | Jornada 3 | Jornada 3        | Jornada 3              | Jornada 3    | Jornada 3 |
| Local                  | Resultado | Visitante        | Estadio                | Fecha        | Hora      |
| ---------------------- | --------- | ---------------- | ---------------------- | ------------ | --------- |
| Atlético Independiente | 1 - 1     | Pirata           | Roberto Martínez Ávila | 8 de febrero | 16:00     |
| Real Tegus             | 2 - 0     | AFFI Academia    | UPNFM                  | 8 de febrero | 17:00     |
| Inter                  | 0 - 0     | Policía Nacional | Sinaí                  | 9 de febrero | 13:00     |
| Total de goles: 4      |           |                  |                        |              |           |

| Jornada 4          | Jornada 4 | Jornada 4              | Jornada 4             | Jornada 4     | Jornada 4 |
| Local              | Resultado | Visitante              | Estadio               | Fecha         | Hora      |
| ------------------ | --------- | ---------------------- | --------------------- | ------------- | --------- |
| Policía Nacional   | 2 - 0     | Atlético Independiente | Roberto Suazo Córdova | 15 de febrero | 15:00     |
| Pirata             | 2 - 3     | Real Tegus             | José Elías Nazar      | 16 de febrero | 15:00     |
| AFFI Academia      | 3 - 0     | Inter                  | Emilio Williams       | 16 de febrero | 15:00     |
| Total de goles: 10 |           |                        |                       |               |           |

| Jornada 5              | Jornada 5 | Jornada 5     | Jornada 5              | Jornada 5     | Jornada 5 |
| Local                  | Resultado | Visitante     | Estadio                | Fecha         | Hora      |
| ---------------------- | --------- | ------------- | ---------------------- | ------------- | --------- |
| Policía Nacional       | 0 - 1     | AFFI Academia | Roberto Suazo Córdova  | 22 de febrero | 15:30     |
| Atlético Independiente | 3 - 0     | Real Tegus    | Roberto Martínez Ávila | 22 de febrero | 19:00     |
| Pirata                 | 2 - 2     | Inter         | José Elías Nazar       | 22 de febrero | 19:00     |
| Total de goles: 8      |           |               |                        |               |           |

| Jornada 6         | Jornada 6 | Jornada 6              | Jornada 6             | Jornada 6  | Jornada 6 |
| Local             | Resultado | Visitante              | Estadio               | Fecha      | Hora      |
| ----------------- | --------- | ---------------------- | --------------------- | ---------- | --------- |
| Policía Nacional  | 0 - 0     | Pirata                 | Roberto Suazo Córdova | 1 de marzo | 15:30     |
| Inter             | 0 - 2     | Real Tegus             | Sinaí                 | 2 de marzo | 13:00     |
| AFFI Academia     | 1 - 0     | Atlético Independiente | Emilio Williams       | 2 de marzo | 15:00     |
| Total de goles: 3 |           |                        |                       |            |           |

| Jornada 7              | Jornada 7 | Jornada 7        | Jornada 7              | Jornada 7  | Jornada 7 |
| Local                  | Resultado | Visitante        | Estadio                | Fecha      | Hora      |
| ---------------------- | --------- | ---------------- | ---------------------- | ---------- | --------- |
| Real Tegus             | 2 - 2     | Policía Nacional | UPNFM                  | 6 de marzo | 18:00     |
| Pirata                 | 0 - 0     | AFFI Academia    | José Elías Nazar       | 6 de marzo | 19:00     |
| Atlético Independiente | 5 - 0     | Inter            | Roberto Martínez Avila | 6 de marzo | 19:00     |
| Total de goles: 9      |           |                  |                        |            |           |

| Jornada 8         | Jornada 8 | Jornada 8              | Jornada 8             | Jornada 8   | Jornada 8 |
| Local             | Resultado | Visitante              | Estadio               | Fecha       | Hora      |
| ----------------- | --------- | ---------------------- | --------------------- | ----------- | --------- |
| AFFI Academia     | 1 - 1     | Real Tegus             | Emilio Williams       | 15 de marzo | 15:00     |
| Policía Nacional  | 1 - 2     | Inter                  | Roberto Suazo Córdova | 15 de marzo | 15:30     |
| Pirata            | 1 - 2     | Atlético Independiente | José Elías Nazar      | 16 de marzo | 14:00     |
| Total de goles: 8 |           |                        |                       |             |           |

| Jornada 9              | Jornada 9 | Jornada 9        | Jornada 9              | Jornada 9   | Jornada 9 |
| Local                  | Resultado | Visitante        | Estadio                | Fecha       | Hora      |
| ---------------------- | --------- | ---------------- | ---------------------- | ----------- | --------- |
| Real Tegus             | 3 - 2     | Pirata           | UPNFM                  | 21 de marzo | 19:00     |
| Atlético Independiente | 2 - 1     | Policía Nacional | Roberto Martínez Ávila | 22 de marzo | 19:00     |
| Inter                  | 0 - 2     | AFFI Academia    | Sinaí                  | 23 de marzo | 13:00     |
| Total de goles: 10     |           |                  |                        |             |           |

| Jornada 10        | Jornada 10 | Jornada 10             | Jornada 10      | Jornada 10  | Jornada 10 |
| Local             | Resultado  | Visitante              | Estadio         | Fecha       | Hora       |
| ----------------- | ---------- | ---------------------- | --------------- | ----------- | ---------- |
| Real Tegus        | 0 - 3      | Atlético Independiente | UPNFM           | 29 de marzo | 15:00      |
| AFFI Academia     | 0 - 0      | Policía Nacional       | Emilio Williams | 29 de marzo | 15:00      |
| Inter             | 2 - 3      | Pirata                 | Sinaí           | 29 de marzo | 15:00      |
| Total de goles: 8 |            |                        |                 |             |            |

## Grupo F

### Tabla General
| Pos. | Equipo        | Pts. | PJ | G | E | P | GF | GC | Dif. | Clasificación    |
| ---- | ------------- | ---- | -- | - | - | - | -- | -- | ---- | ---------------- |
| 1    | Meluca        | 18   | 10 | 5 | 3 | 2 | 16 | 9  | +7   | Octavos de final |
| 2    | San Rafael    | 15   | 10 | 4 | 3 | 3 | 9  | 9  | 0    | Octavos de final |
| 3    | Hondupino     | 13   | 10 | 3 | 4 | 3 | 16 | 17 | −1   |                  |
| 4    | Gimnástico    | 13   | 10 | 3 | 4 | 3 | 15 | 17 | −2   |                  |
| 5    | Arsenal SAO   | 10   | 10 | 2 | 4 | 4 | 10 | 12 | −2   |                  |
| 6    | Estrella Roja | 9    | 10 | 1 | 6 | 3 | 11 | 13 | −2   |                  |

Actualizado a los partidos jugados el 23 de marzo de 2025.
 Fuente: sofascore

### Resultados
| Jornada 1         | Jornada 1 | Jornada 1         | Jornada 1     | Jornada 1   | Jornada 1 |
| Local             | Resultado | Visitante         | Estadio       | Fecha       | Hora      |
| ----------------- | --------- | ----------------- | ------------- | ----------- | --------- |
| San Rafael        | 2 - 1     | Arsenal SAO       | Maturave      | 25 de enero | 14:30     |
| Gimnástico        | 1 - 2     | Meluca Campamento | Emilio Larach | 26 de enero | 14:00     |
| Hondupino         | 0 - 0     | Estrella Roja     | Raúl Moncada  | 26 de enero | 15:00     |
| Total de goles: 6 |           |                   |               |             |           |

| Jornada 2          | Jornada 2 | Jornada 2  | Jornada 2               | Jornada 2    | Jornada 2 |
| Local              | Resultado | Visitante  | Estadio                 | Fecha        | Hora      |
| ------------------ | --------- | ---------- | ----------------------- | ------------ | --------- |
| Arsenal SAO        | 2 - 2     | Gimnástico | Francisco Gaytán Agüero | 1 de febrero | 15:00     |
| Estrella Roja      | 0 - 1     | San Rafael | Marcelo Tinoco          | 1 de febrero | 17:00     |
| Meluca Campamento  | 4 - 1     | Hondupino  | Cornelio Santos         | 2 de febrero | 15:00     |
| Total de goles: 10 |           |            |                         |              |           |

| Jornada 3          | Jornada 3 | Jornada 3         | Jornada 3               | Jornada 3    | Jornada 3 |
| Local              | Resultado | Visitante         | Estadio                 | Fecha        | Hora      |
| ------------------ | --------- | ----------------- | ----------------------- | ------------ | --------- |
| San Rafael         | 1 - 0     | Meluca Campamento | Maturave                | 8 de febrero | 14:30     |
| Gimnástico         | 5 - 4     | Hondupino         | Emilio Larach           | 9 de febrero | 13:00     |
| Arsenal SAO        | 1 - 1     | Estrella Roja     | Francisco Gaytán Agüero | 9 de febrero | 15:00     |
| Total de goles: 12 |           |                   |                         |              |           |

| Jornada 4         | Jornada 4 | Jornada 4   | Jornada 4       | Jornada 4     | Jornada 4 |
| Local             | Resultado | Visitante   | Estadio         | Fecha         | Hora      |
| ----------------- | --------- | ----------- | --------------- | ------------- | --------- |
| Hondupino         | 3 - 1     | San Rafael  | Raúl Moncada    | 16 de febrero | 14:00     |
| Estrella Roja     | 2 - 2     | Gimnástico  | Marcelo Tinoco  | 16 de febrero | 15:00     |
| Meluca Campamento | 1 - 0     | Arsenal SAO | Cornelio Santos | 16 de febrero | 15:00     |
| Total de goles: 9 |           |             |                 |               |           |

| Jornada 5         | Jornada 5 | Jornada 5         | Jornada 5      | Jornada 5     | Jornada 5 |
| Local             | Resultado | Visitante         | Estadio        | Fecha         | Hora      |
| ----------------- | --------- | ----------------- | -------------- | ------------- | --------- |
| Estrella Roja     | 2 - 0     | Meluca Campamento | Marcelo Tinoco | 21 de febrero | 19:00     |
| Gimnástico        | 1 - 0     | San Rafael        | Emilio Larach  | 21 de febrero | 19:30     |
| Hondupino         | 1 - 1     | Arsenal SAO       | Raúl Moncada   | 22 de febrero | 15:00     |
| Total de goles: 5 |           |                   |                |               |           |

| Jornada 6         | Jornada 6 | Jornada 6  | Jornada 6               | Jornada 6     | Jornada 6 |
| Local             | Resultado | Visitante  | Estadio                 | Fecha         | Hora      |
| ----------------- | --------- | ---------- | ----------------------- | ------------- | --------- |
| Estrella Roja     | 1 - 1     | Hondupino  | Marcelo Tinoco          | 28 de febrero | 19:00     |
| Arsenal SAO       | 1 - 0     | San Rafael | Francisco Gaytán Agüero | 1 de marzo    | 15:00     |
| Meluca Campamento | 3 - 0     | Gimnástico | Cornelio Santos         | 2 de marzo    | 15:00     |
| Total de goles: 6 |           |            |                         |               |           |

| Jornada 7         | Jornada 7 | Jornada 7         | Jornada 7     | Jornada 7  | Jornada 7 |
| Local             | Resultado | Visitante         | Estadio       | Fecha      | Hora      |
| ----------------- | --------- | ----------------- | ------------- | ---------- | --------- |
| Hondupino         | 2 - 2     | Meluca Campamento | Raúl Moncada  | 5 de marzo | 15:00     |
| San Rafael        | 2 - 2     | Estrella Roja     | Maturave      | 6 de marzo | 14:30     |
| Gimnástico        | 0 - 1     | Arsenal SAO       | Emilio Larach | 6 de marzo | 19:00     |
| Total de goles: 9 |           |                   |               |            |           |

| Jornada 8         | Jornada 8 | Jornada 8   | Jornada 8       | Jornada 8   | Jornada 8 |
| Local             | Resultado | Visitante   | Estadio         | Fecha       | Hora      |
| ----------------- | --------- | ----------- | --------------- | ----------- | --------- |
| Estrella Roja     | 1 - 1     | Arsenal SAO | Marcelo Tinoco  | 14 de marzo | 19:00     |
| Meluca Campamento | 0 - 0     | San Rafael  | Cornelio Santos | 16 de marzo | 15:00     |
| Hondupino         | 1 - 1     | Gimnástico  | Raúl Moncada    | 16 de marzo | 15:00     |
| Total de goles: 4 |           |             |                 |             |           |

| Jornada 9         | Jornada 9 | Jornada 9         | Jornada 9               | Jornada 9   | Jornada 9 |
| Local             | Resultado | Visitante         | Estadio                 | Fecha       | Hora      |
| ----------------- | --------- | ----------------- | ----------------------- | ----------- | --------- |
| San Rafael        | 1 - 0     | Hondupino         | Maturave                | 22 de marzo | 14:30     |
| Arsenal SAO       | 1 - 1     | Meluca Campamento | Francisco Gaytán Agüero | 22 de marzo | 15:30     |
| Gimnástico        | 2 - 1     | Estrella Roja     | Emilio Larach           | 23 de marzo | 17:00     |
| Total de goles: 6 |           |                   |                         |             |           |

| Jornada 10        | Jornada 10 | Jornada 10    | Jornada 10              | Jornada 10  | Jornada 10 |
| Local             | Resultado  | Visitante     | Estadio                 | Fecha       | Hora       |
| ----------------- | ---------- | ------------- | ----------------------- | ----------- | ---------- |
| San Rafael        | 1 - 1      | Gimnástico    | Maturave                | 29 de marzo | 15:00      |
| Arsenal SAO       | 1 - 2      | Hondupino     | Francisco Gaytán Agüero | 29 de marzo | 15:00      |
| Meluca Campamento | 3 - 1      | Estrella Roja | Cornelio Santos         | 29 de marzo | 15:00      |
| Total de goles: 9 |            |               |                         |             |            |

## Fase Final
|  | Octavos de final       | Octavos de final | Octavos de final | Octavos de final |   |                        | Cuartos de final | Cuartos de final | Cuartos de final | Cuartos de final |  |                   | Semifinales | Semifinales | Semifinales | Semifinales |  |         | Final | Final | Final | Final |  |
|  |                        |                  |                  |                  |   |                        |                  |                  |                  |                  |  |                   |             |             |             |             |  |         |       |       |       |       |  |
|  |                        |                  |                  |                  |   |                        |                  |                  |                  |                  |  |                   |             |             |             |             |  |         |       |       |       |       |  |
|  | Honduras Progreso      | 2                | 2                | 4                |   |                        |                  |                  |                  |                  |  |                   |             |             |             |             |  |         |       |       |       |       |  |
|  | Honduras Progreso      | 2                | 2                | 4                |   |                        |                  |                  |                  |                  |  |                   |             |             |             |             |  |         |       |       |       |       |  |
|  | Parrillas One          | 2                | 1                | 3                |   |                        |                  |                  |                  |                  |  |                   |             |             |             |             |  |         |       |       |       |       |  |
|  | Parrillas One          | 2                | 1                | 3                |   | Honduras Progreso      | 1                | 1                | 2                |                  |  |                   |             |             |             |             |  |         |       |       |       |       |  |
|  |                        |                  |                  |                  |   | Honduras Progreso      | 1                | 1                | 2                |                  |  |                   |             |             |             |             |  |         |       |       |       |       |  |
|  |                        |                  | Atlético Junior  | 1                | 0 | 1                      |                  |                  |                  |                  |  |                   |             |             |             |             |  |         |       |       |       |       |  |
|  | Atlético Junior        | 0                | Atlético Junior  | 1                | 0 | 1                      | 4                | 4                |                  |                  |  |                   |             |             |             |             |  |         |       |       |       |       |  |
|  | Atlético Junior        | 0                |                  |                  |   |                        |                  |                  |                  |                  |  |                   |             |             |             |             |  |         |       |       |       |       |  |
|  | Real Tegus             | 1                | 0                | 1                |   |                        |                  |                  |                  |                  |  |                   |             |             |             |             |  |         |       |       |       |       |  |
|  | Real Tegus             | 1                | 0                | 1                |   |                        |                  |                  |                  |                  |  | Honduras Progreso | 0           | 1           | 1           |             |  |         |       |       |       |       |  |
|  |                        |                  |                  |                  |   |                        |                  |                  |                  |                  |  | Honduras Progreso | 0           | 1           | 1           |             |  |         |       |       |       |       |  |
|  |                        |                  | Choloma          | 0                | 2 | 2                      |                  |                  |                  |                  |  |                   |             |             |             |             |  |         |       |       |       |       |  |
|  | Choloma                | 2                | Choloma          | 0                | 2 | 2                      | 2                | 4                |                  |                  |  |                   |             |             |             |             |  |         |       |       |       |       |  |
|  | Choloma                | 2                |                  |                  |   |                        |                  |                  |                  |                  |  |                   |             |             |             |             |  |         |       |       |       |       |  |
|  | Vida                   | 1                | 2                | 3                |   |                        |                  |                  |                  |                  |  |                   |             |             |             |             |  |         |       |       |       |       |  |
|  | Vida                   | 1                | 2                | 3                |   | Choloma *              | 1                | 0                | 1                |                  |  |                   |             |             |             |             |  |         |       |       |       |       |  |
|  |                        |                  |                  |                  |   | Choloma *              | 1                | 0                | 1                |                  |  |                   |             |             |             |             |  |         |       |       |       |       |  |
|  |                        |                  | AFFI Academia    | 0                | 1 | 1                      |                  |                  |                  |                  |  |                   |             |             |             |             |  |         |       |       |       |       |  |
|  | Olimpia Occidental     | 0                | AFFI Academia    | 0                | 1 | 1                      | 0                | 0                |                  |                  |  |                   |             |             |             |             |  |         |       |       |       |       |  |
|  | Olimpia Occidental     | 0                |                  |                  |   |                        |                  |                  |                  |                  |  |                   |             |             |             |             |  |         |       |       |       |       |  |
|  | AFFI Academia          | 2                | 1                | 3                |   |                        |                  |                  |                  |                  |  |                   |             |             |             |             |  |         |       |       |       |       |  |
|  | AFFI Academia          | 2                | 1                | 3                |   |                        |                  |                  |                  |                  |  |                   |             |             |             |             |  | Choloma | 2     | 1     | 3(7)  |       |  |
|  |                        |                  |                  |                  |   |                        |                  |                  |                  |                  |  |                   |             |             |             |             |  | Choloma | 2     | 1     | 3(7)  |       |  |
|  |                        |                  | Platense         | 0                | 3 | 3(6)                   |                  |                  |                  |                  |  |                   |             |             |             |             |  |         |       |       |       |       |  |
|  | Atlético Independiente | 1                | Platense         | 0                | 3 | 3(6)                   | 3                | 4                |                  |                  |  |                   |             |             |             |             |  |         |       |       |       |       |  |
|  | Atlético Independiente | 1                |                  |                  |   |                        |                  |                  |                  |                  |  |                   |             |             |             |             |  |         |       |       |       |       |  |
|  | Santo Domingo Savio    | 0                | 1                | 1                |   |                        |                  |                  |                  |                  |  |                   |             |             |             |             |  |         |       |       |       |       |  |
|  | Santo Domingo Savio    | 0                | 1                | 1                |   | Atlético Independiente | 0                | 1                | 1                |                  |  |                   |             |             |             |             |  |         |       |       |       |       |  |
|  |                        |                  |                  |                  |   | Atlético Independiente | 0                | 1                | 1                |                  |  |                   |             |             |             |             |  |         |       |       |       |       |  |
|  |                        |                  | Platense         | 1                | 1 | 2                      |                  |                  |                  |                  |  |                   |             |             |             |             |  |         |       |       |       |       |  |
|  | San Juan Gualjoco      | 1                | Platense         | 1                | 1 | 2                      | 0                | 1                |                  |                  |  |                   |             |             |             |             |  |         |       |       |       |       |  |
|  | San Juan Gualjoco      | 1                |                  |                  |   |                        |                  |                  |                  |                  |  |                   |             |             |             |             |  |         |       |       |       |       |  |
|  | Platense               | 4                | 1                | 5                |   |                        |                  |                  |                  |                  |  |                   |             |             |             |             |  |         |       |       |       |       |  |
|  | Platense               | 4                | 1                | 5                |   |                        |                  |                  |                  |                  |  | Platense          | 2           | 0           | 2           |             |  |         |       |       |       |       |  |
|  |                        |                  |                  |                  |   |                        |                  |                  |                  |                  |  | Platense          | 2           | 0           | 2           |             |  |         |       |       |       |       |  |
|  |                        |                  | Meluca           | 1                | 0 | 1                      |                  |                  |                  |                  |  |                   |             |             |             |             |  |         |       |       |       |       |  |
|  | Meluca *               | 1                | Meluca           | 1                | 0 | 1                      | 1                | 2                |                  |                  |  |                   |             |             |             |             |  |         |       |       |       |       |  |
|  | Meluca *               | 1                |                  |                  |   |                        |                  |                  |                  |                  |  |                   |             |             |             |             |  |         |       |       |       |       |  |
|  | Santa Rosa             | 1                | 1                | 2                |   |                        |                  |                  |                  |                  |  |                   |             |             |             |             |  |         |       |       |       |       |  |
|  | Santa Rosa             | 1                | 1                | 2                |   | Meluca *               | 1                | 1                | 2                |                  |  |                   |             |             |             |             |  |         |       |       |       |       |  |
|  |                        |                  |                  |                  |   | Meluca *               | 1                | 1                | 2                |                  |  |                   |             |             |             |             |  |         |       |       |       |       |  |
|  |                        |                  | San Rafael       | 1                | 1 | 2                      |                  |                  |                  |                  |  |                   |             |             |             |             |  |         |       |       |       |       |  |
|  | Boca Juniors           | 0                | San Rafael       | 1                | 1 | 2                      | 1                | 1                |                  |                  |  |                   |             |             |             |             |  |         |       |       |       |       |  |
|  | Boca Juniors           | 0                |                  |                  |   |                        |                  |                  |                  |                  |  |                   |             |             |             |             |  |         |       |       |       |       |  |
|  | San Rafael             | 3                | 1                | 4                |   |                        |                  |                  |                  |                  |  |                   |             |             |             |             |  |         |       |       |       |       |  |
|  | San Rafael             | 3                | 1                | 4                |   |                        |                  |                  |                  |                  |  |                   |             |             |             |             |  |         |       |       |       |       |  |
|  |                        |                  |                  |                  |   |                        |                  |                  |                  |                  |  |                   |             |             |             |             |  |         |       |       |       |       |  |

(*) Avanza por mejor posición en la Tabla.

|                            |
| Campeón Choloma 2.° título |